# Taxonia
Taxonia is een uitgestorven geslacht van slakken uit de familie van de Cerithiidae. De wetenschappelijke naam van het geslacht is voor het eerst geldig gepubliceerd in 1926 door Finlay.

## Soorten
De volgende soorten zijn bij het geslacht ingedeeld:
- † Taxonia gudrenae Wells, 1986
- † Taxonia suteri (Marwick, 1924)
- † Taxonia tesserata Marwick, 1948